# Gare de Carnoët - Locarn
La gare de Carnoët - Locarn est une gare ferroviaire française de la ligne de Guingamp à Carhaix, située sur la commune de Locarn, près de Carnoët, dans le département des Côtes-d'Armor en région Bretagne. La gare est éloignée des deux bourgs au lieu-dit Lochrist proche de la frontière entre les deux communes. 
C'est aujourd'hui une halte ferroviaire de la Société nationale des chemins de fer français (SNCF),desservie par des trains TER Bretagne circulant entre Guingamp, à 43 km, et Carhaix. La ligne présente la particularité d'être exploitée en affermage par Transdev Rail (ex-CFTA), qui permet l'arrêt à la demande pour les haltes de la ligne.

## Situation ferroviaire

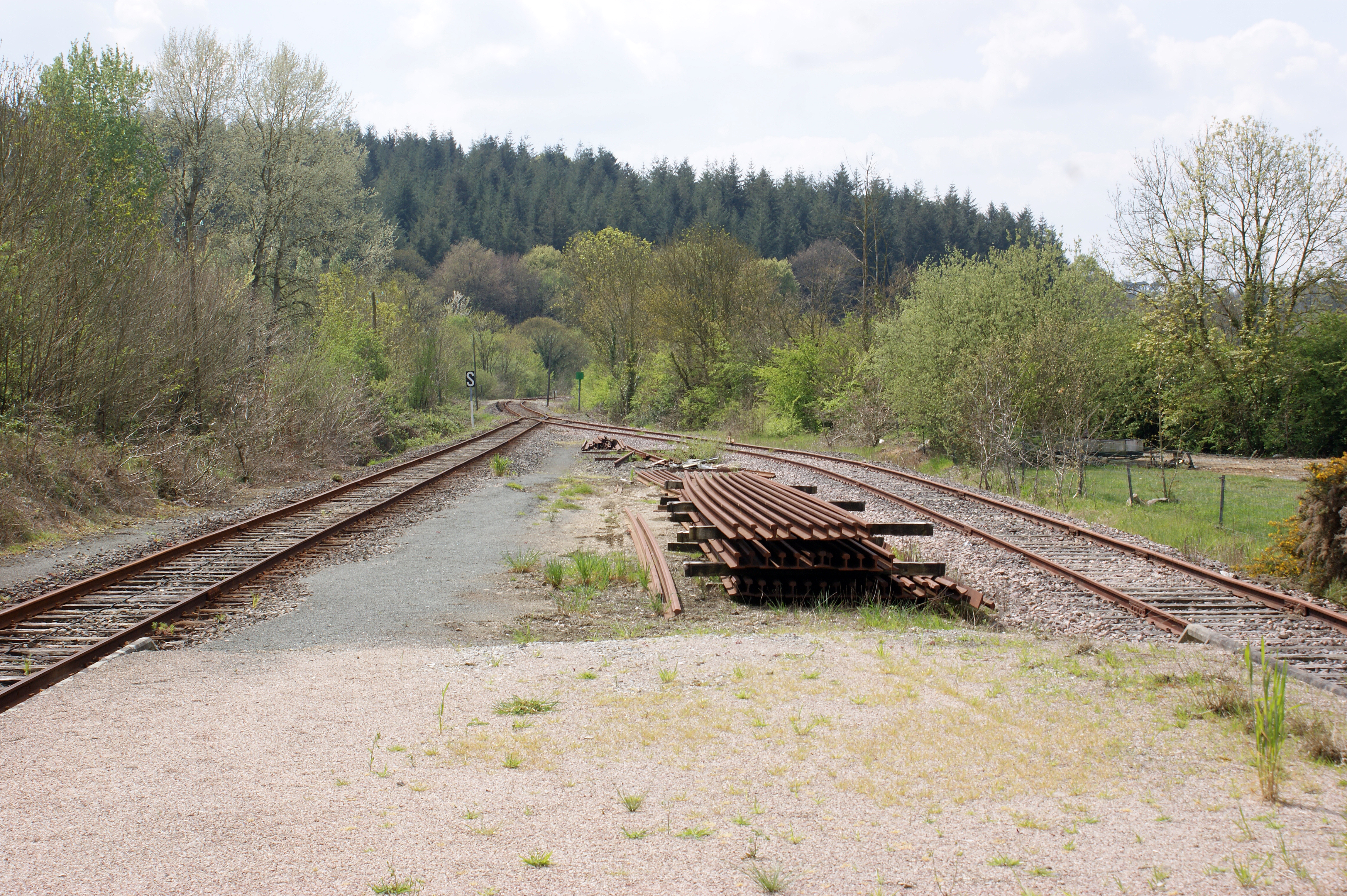
L'extrémité du quai central, la ligne et la voie de croisement, en direction de Carhaix

Établie à 99 m d'altitude, la gare de Carnoët - Locarn est située au point kilométrique (PK) 548,18 de la ligne de Guingamp à Carhaix entre les gares de Carhaix et Le Pénity.

## Histoire
Carnoët - Locarn est une station, du Réseau breton, mise en service le 24 septembre 1893 avec l'ensemble de la ligne de Carhaix à Guingamp. La voie est alors à écartement métrique et la compagnie des chemins de fer de l'Ouest, concessionnaire de la ligne, en a confié l'exploitation en affermage à la Société générale des chemins de fer économiques. Les infrastructures reprennent les caractéristiques types du réseau, notamment un bâtiment voyageurs avec une halle à marchandise accolée, un petit bâtiment pour les toilettes, et un abri disposé sur le quai central qui sépare la ligne et la voie de croisement.

## Fréquentation
De 2015 à 2023, selon les estimations de la SNCF, la fréquentation annuelle de la gare s'élève aux nombres indiqués dans le tableau ci-dessous.
| Année     | 2015  | 2016  | 2017  | 2018  | 2019  | 2020  | 2021  | 2022  | 2023  |
| --------- | ----- | ----- | ----- | ----- | ----- | ----- | ----- | ----- | ----- |
| Voyageurs | 2 918 | 3 558 | 3 273 | 3 410 | 2 557 | 2 633 | 4 297 | 4 753 | 3 913 |

## Service voyageurs

### Accueil
Halte SNCF c'est un point d'arrêt non géré (PANG) à entrée libre. Elle est équipée d'un quai avec un abri où il est indiqué qu'il faut faire signe au conducteur pour que le train s'arrête.
La Société générale de chemins de fer et de transports automobiles (CFTA) reprend l'affermage du réseau en 1963. La voie métrique est remplacée par une voie à écartement normal entre février et juin 1967.

### Desserte
Carnoët - Locarn est desservie par des trains TER Bretagne circulant entre Guingamp et Carhaix.

### Intermodalité
Un espace non aménagé permet de garer quelques véhicules.